# Альтман, Натан Исаевич
Натан Исаевич Альтман (22 декабря 1889  [3 января 1890], Винница, Подольская губерния[…] — 12 декабря 1970[…], Ленинград[…]) — русский и советский живописец, художник-авангардист (кубист), скульптор и театральный художник, заслуженный художник РСФСР (1968), мастер портрета.

## Биография
Родился в бедной еврейской семье: отец занимался мелкой торговлей, мать служила кастеляншей в больнице. В четырёхлетнем возрасте остался без отца, который умер от скоротечной чахотки; жил с бабушкой. С 1902 по 1907 год учился изобразительному искусству в Одесском художественном училище, затем продолжил учёбу в парижской частной студии (1910—1911). В этот период испытал влияние модернизма, в частности кубизма. В Париже посещал «Свободную русскую академию Васильевой».
С 1906 года принимал участие в выставках. В 1910 году показывал свои работы на выставке объединения «Товарищество южнорусских художников» в Одессе, в 1911 представлял свои работы в Париже в «Салоне национального общества изящных искусств». В дальнейшем принимал участие в выставках объединения «Мир искусства» (в 1913, 1915, 1916), «Союза молодежи» (1913—1914), «Последней футуристической выставке картин 0,10» (1915—1916), объединения «Бубновый валет» (1916).

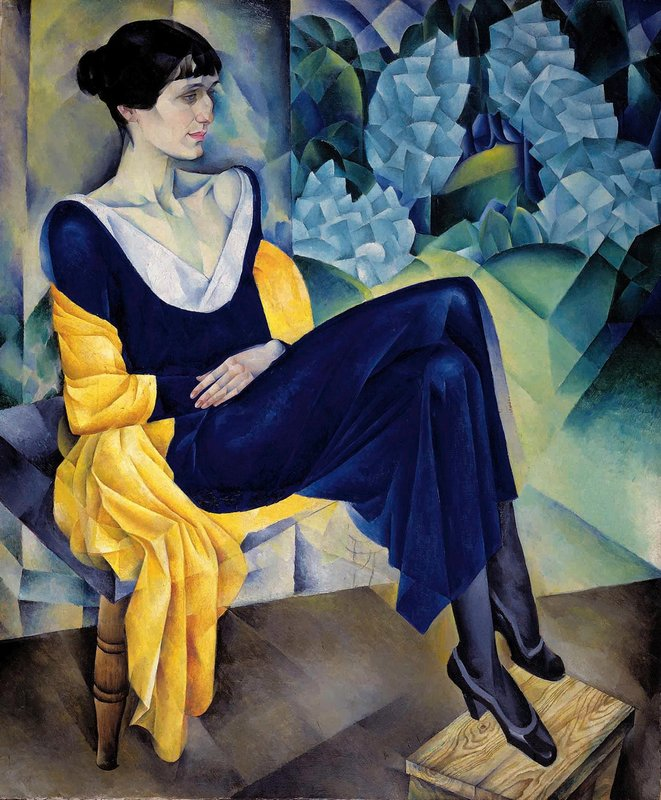
Н. Альтман. Портрет А. А. Ахматовой, 1914, ГРМ

С 1912 года жил на Васильевском острове в Петербурге (после переименования города — соответственно в Петрограде, затем Ленинграде). Участвовал в основании «Еврейского общества поощрения художеств», писал картины в новой манере, пробовал себя в сценографии, графике (в том числе и промышленной), скульптуре. Наиболее известен его живописный портрет А. А. Ахматовой (1914, Русский музей). Поэтесса так писала об этой картине:
…Как в зеркало, глядела я тревожно

На серый холст, и с каждою неделей

Всё горше и страннее было сходство

Моё с моим изображеньем новым…
После революции 1917 года участвовал в оформлении революционных празднеств в Петрограде (1918) и Москве (1921—1928), в том числе к первой годовщине революции спроектировал праздничное оформление площади Урицкого (Дворцовой). Проявил себя и как «придворный художник», изваяв с натуры реалистический скульптурный портрет В. И. Ленина (бронза, 1920, Ленинградский филиал Центрального музея В. И. Ленина), а также создав серию карандашных зарисовок Ленина (они были изданы отдельным альбомом).
9 апреля 1922 года в Московском государственном еврейском театре была показана премьера «Уриэля Акосты» (вторая редакция; первую в 1919 году оформлял М. Добужинский) с декорациями Н. Альтмана, который как художник сменил в театре Марка Шагала. В этом же 1922 году состоялась ещё одна премьера, оформленная Н. Альтманом, — «Гадибук» С. А. Ан-ского в театре-студии «Габима» в постановке Е. Вахтангова. Оба спектакля имели большой резонанс.
Написал портрет В. И. Ленина, который лег в основу тарелки, исполненной М. М. Адамовичем и выпущенной на Государственном фарфоровом заводе. Тарелка «Кто не работает, тот не ест» стала одним из наиболее известных произведений агитационного фарфора 1920-х годов. Известны также работы Альтмана в фарфоре — тарелка «Земля — трудящимся», «Вперед по ленинскому пути»
Успешная совместная работа в ГОСЕТе Грановского, Михоэлса, Альтмана и композитора Л. М. Пульвера натолкнула их на мысль снять вместе фильм. Сценарий был написан по Шолом-Алейхему и назывался «Еврейское счастье». Автором титров был Исаак Бабель. В 1925 году съёмочная группа направилась на выбор натуры. По предложению Альтмана группа приехала в его родную Винницу, один из районов которой — Иерусалимка — сохранился в том первозданном виде, в каком подобные местечки были при Шолом-Алейхеме. В этом же году Альтман вместе с Александрой Экстер, Вадимом Меллером, Соней Терк и другими художниками из СССР участвовал в Международной Выставке Современного Индустриального и Декоративного Искусства (Арт Деко) в Париже.
Весной 1928 Альтман выехал с Московским государственным еврейским театром (ГОСЕТ) на гастроли в Европу, после окончания которых остался в Париже до 1935 года. В 1932 году Альтман делает оформление для «Театра Интернационального действия», созданного Анри Барбюсом. Свои новые работы Н. Альтман показывает на парижских выставках общества «Молодая Европа» (1932) и «Ассоциации революционных писателей и художников» (1934, 1935).
 Вернувшись в СССР, попал в обстановку сталинского террора и в этот период отошёл от станковой живописи, занявшись дизайном (эскизы почтовых марок) и книжной графикой, создав, в частности, иллюстрации к «Петербургским повестям» Н. В. Гоголя, изд. в 1937).
Значительное место в творчестве Альтмана занимает театр: художник оформил спектакли «Мистерия-Буфф» В. В. Маяковского (1921, Московской цирк), «Гамлет» У. Шекспира (1954, Ленинградский театр драмы им. А. С. Пушкина).
В 1941—1944 годах был в эвакуации в Перми и Новосибирске.
Натан Альтман скончался в Ленинграде 12 декабря 1970 года, похоронен в Комаровском Некрополе, (посёлок Комарово). Надгробие (скульптор Н. И. Альтман, архитектор Т. Н. Милорадович) создано в 1972 году.

Бюст Натана Альтмана в Русском Музее СПб.
Могила художника в Комаровском Некрополе
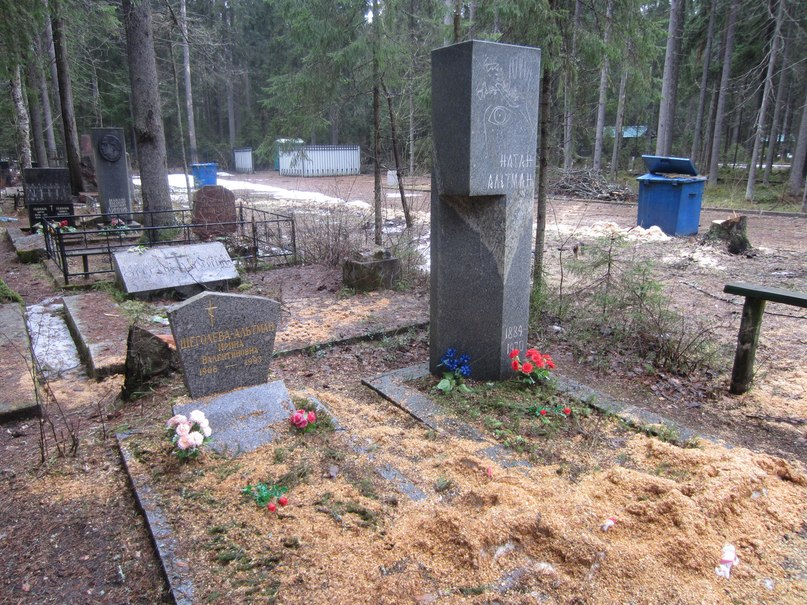
Могила художника Альтмана и его жены
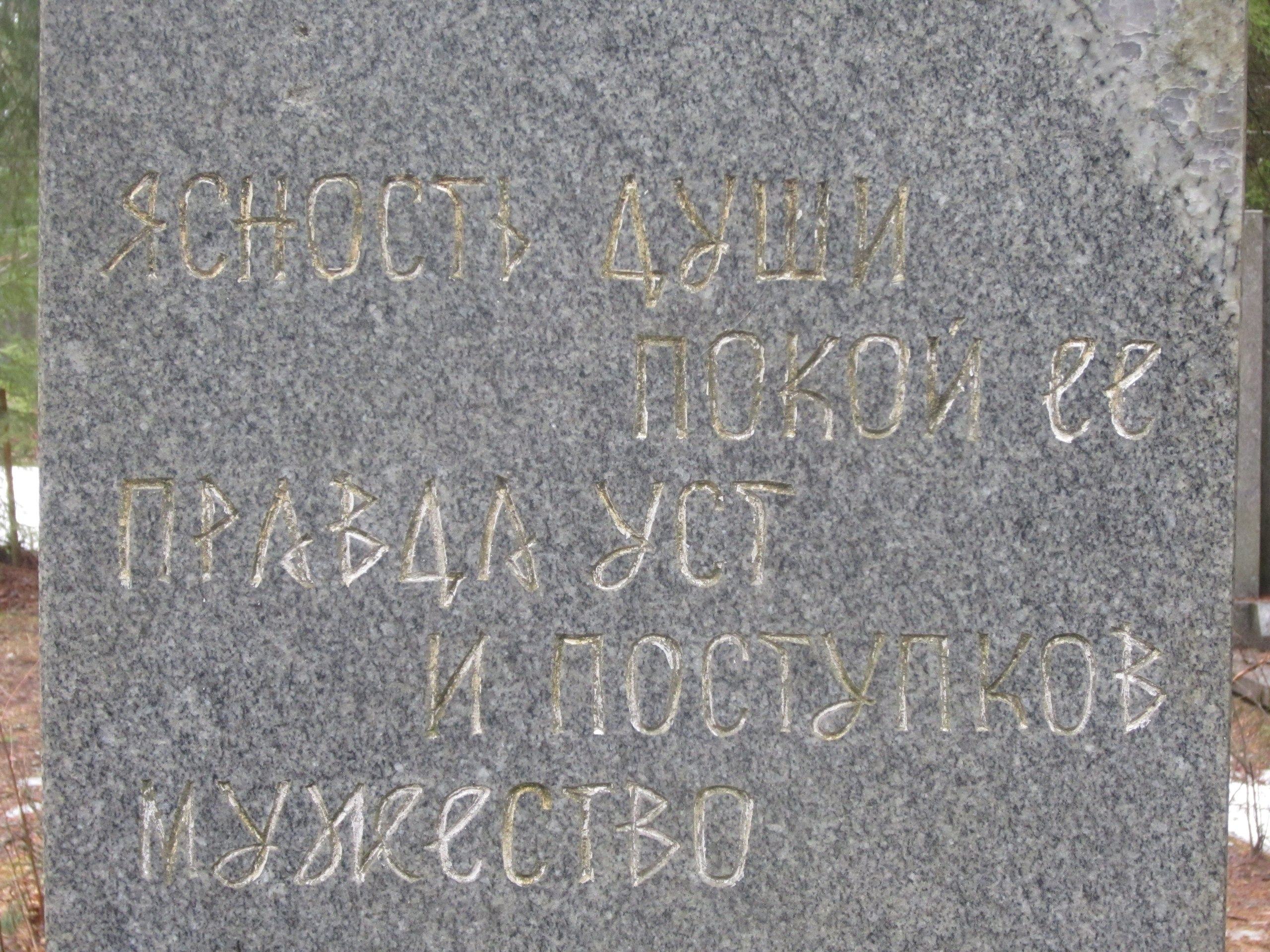
Могила художника Альтмана - надпись на обороте памятника

## Семья
- Вторая жена (1928—1935) — Ирина Петровна Рачек-Дега, балерина, актриса московского Государственного еврейского театра. Сын от этого брака умер в Париже в возрасте полутора лет.
- Третья жена (с 1936 по 1970 год) — Ирина Валентиновна Тернавцева (в первом браке Щёголева, 1906—1993). Дочь В. А. Тернавцева, одного из организаторов Религиозно-философского общества, внучка самарского губернатора А. А. Арцимовича.

## Адреса в Санкт-Петербурге — Петрограде — Ленинграде
- 1915—1916 — 5-я линия, 66;[16]
- 1916—1923 — 1-я линия, 4;
- 1937—1941, 1944—1970 — «Дом специалистов», Лесной проспект, 61.

## Память
- На доме по адресу Лесной проспект, 61 в 2000 году была установлена мемориальная доска (скульптор Н. И. Никитин, архитектор С. П. Одновалов) с текстом: «Художник Натан Исаевич Альтман жил в этом доме с 1937 по 1970 год».

## Произведения

### Театральные работы
- В. Маяковский Мистерия-Буфф. Постановка на немецком языке в честь делегатов III конгресса Коммунистического Интернационала. В помещении Первого государственного цирка. Москва, 1921
- Ан-ский. Гадибук. Театр Габима, Москва. Эскизы костюмов. 30 листов ГЦТМ. Эскизы декораций. 2 листа. Бумага, акварель, графитный карандаш. СпбГТМ. 1921
- К. Гуцков. Уриэль Акоста. Московский государственный Еврейский камерный театр. Эскизы декораций, эскизы костюмов. 1922
- Шолом-Алейхем Доктор. Московский государственный Еврейский камерный театр. 1922
- К. Чапек Мать. Госеударственный академический театр драмы им. А. С. Пушкина (Александринский театр) Ленинград, 1939
- «Король Лир», ГБДТ, 1941
- «Гаянэ», 1942, Ленинградский театр оперы и балета имени С. М. Кирова
- «Отелло», 1944, Ленинградский театр драмы им. А. С. Пушкина
- «Измена нации (Золотая чума)», 1953, Ленинградский театр драмы им. А. С. Пушкина
- А. П. Бородин «Князь Игорь», 1954
- «Гамлет», 1954, Ленинградский театр драмы им. А. С. Пушкина
- «Ночь в Толедо» Лопе де Веги, 1960, Ленинградский театр комедии.

### Книги, оформленные Натаном Альтманом во Франции
- Gogol, N. Tarass Boulba / traduction de Jarl Priel; eaux-fortes de A. Grinevsky; couverture par N. Altman. — [Paris]: Éditions de la Pléiade, [1931].
- Daudet A. Lettres de mon moulin / lithographie en couleurs de N. Altman. — Paris: Editions de Cluny, 1932.
- Lask, B. A travers les âges. Voyages d’un enfant sur un cheval ailé / avec 8 dessins hors texte et couverture illustrée en trois couleurs par N. Altman. — Paris: Impr.-édit. sociales internationales, 1933.
- François, P. Six métiers / scénario de Paul François; dessins de Nathan Altman. — Paris: Flammarion, 1935.
- Maiakovskĳ , V. V. Paris et poèmes divers. Maiakovski inconnu / par Georges Annenkov; portr., trad. et notes par Georges Annenkov; dessin de Nathan Altman. — Paris: P. J. Oswald,1958.
- Серия «Albums du gai savoir»
- Aymé, M. Les contes du chat perché / illustrations de N. Altman. — Paris: Gallimard, 1934. — (Albums du gai savoir).
- Aymé, M. Un conte du chat perché: L’éléphant / images de N. Altman. — [Paris]: Gallimard, 1935. — (Albums du gai savoir).
- Aymé, M. Un conte du chat perché: Le Mauvais Jars / images de N. Altman. — [Paris]: Gallimard, 1935. — (Albums du gai savoir).
- Aymé, M. Un conte du chat perché: Les boeufs / dessins de Nathan Altman. — [Paris]: Gallimard, 1941. — (Albums du gai savoir).